# Exatidão
Em estatística, economia, psicologia, engenharia e ciência, exatidão consiste no grau de conformidade de um valor medido ou calculado em relação à sua definição ou com respeito a uma referência padrão.
Pode ser demonstrada pela comparação dos resultados obtidos com o material de referência padrão ou com outro método validado cujo erro regular não é significativo. Outra forma de investigação é comparar a média dos resultados obtidos com a média obtida do programa inter-laboratorial, ou ainda por meio de estudos de recuperação de quantidades conhecidas do analito adicionado na matriz limpa da amostra ou ainda na matriz da amostra.

## Exatidão no jornalismo
A exatidão é um valor fundamental tanto para os jornalistas quanto para o público. O compromisso em "relatar exatamente o que aconteceu" faz com que o jornalistas precisem criar procedimentos e checagens que minimizem erros. Estes erros podem ser matemáticos (números errados ou mal-interpretados),objetivos (nomes,datas e locais) e subjetivos (distorções e exageros). Erros mesmo que aparentemente pequenos podem abalar a credibilidade de um jornal junto a seu público leitor.
Alguns fatores importantes para que um jornal possa garantir maior exatidão nas informações que publica:
- A capacidade da redação em relação ao número de repórteres e redatores;
- Profissionais competentes que possuam conhecimento funcional dos assuntos que cobrem;
- Aprimoramento profissional constante.

A justificativa para que as empresas jornalísticas considerem a exatidão como algo importante é que ela influencia na percepção de credibilidade. Segundo Philip Meyer, um jornal que preza por uma maior exatidão, terá uma credibilidade maior perante às suas fontes (formadoras de opinião), consequentemente, terá uma boa credibilidade com a população em geral, que por sua vez, influencia a sustentabilidade da circulação. Ou seja, em última instância, o descompromisso com a exatidão pode levar um jornal à falência.

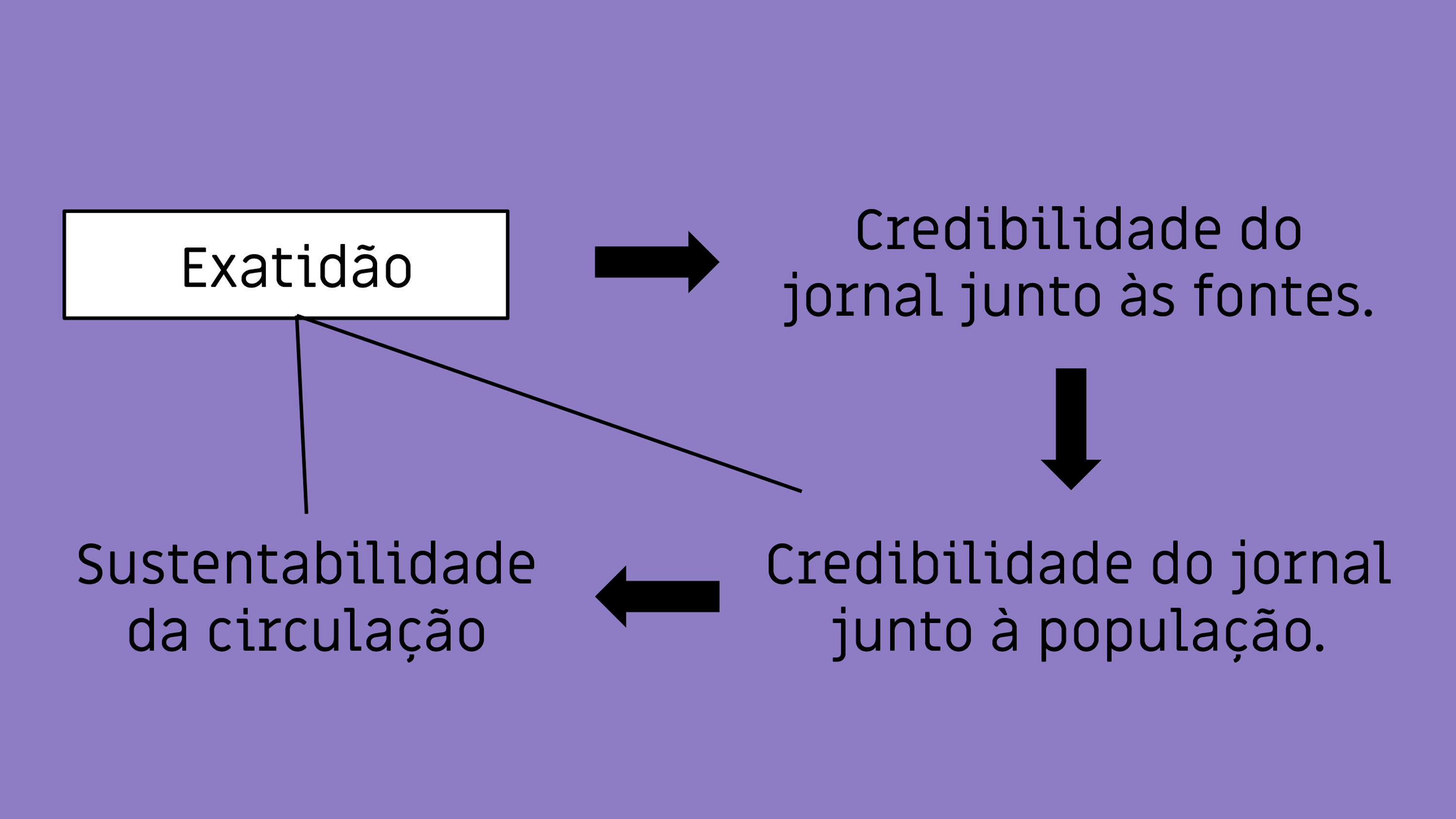
Segundo Philip Meyer, a exatidão está diretamente ligada à credibilidade do jornal junto às fontes, a credibilidade do jornal junto à população e à sustentabilidade da circulação do jornal.

O principal papel da exatidão é ser um tijolo na construção da credibilidade do jornal a longo prazo.— Philip Meyer